# Улица 10 лет Октября (Ижевск)
Улица 10 лет Октября (удм. Октябрьлы 10 ар урам) — крупная улица Ижевска, проходящая в Октябрьском, Индустриальном и Устиновском районах города. Расположена между улицей Сакко и Ванцетти и Майской улицей. Направлена с запада на восток от перекрёстка с улицей Пушкинской до перекрёстка с улицами 40 лет Победы и Автозаводской. Является также границей Индустриального района с Устиновским, начиная от перекрёстка с улицей 9 Января. Протяжённость улицы примерно 4 километра 700 метров.
Пересекает улицы: Щорса, Удмуртскую и 9 Января.
Справа примыкают улицы: Димитрова, Серова, Литвинова, Потёмкина, Челюскина, проезд и улица Бабушкина.
Слева примыкают улицы: Буммашевская и Цветочная.
Нумерация домов ведётся от перекрёстка с Пушкинской улицей.

## История
Названа в 1927 году в честь празднования 10-й годовщины Октябрьской революции.
В современное время на улице 10 лет Октября ежегодно проходят велогонки. А в 2005 году был организован этап гонок по скоростному маневрированию одним из автосалонов Ижевска.
В 2012 году на перекрёстке с улицей Щорса во время испытаний теплотрассы прорвало трубу, и поток кипятка обрушился на припаркованные автомобили. Никто, кроме машин не пострадал.
В декабре этого же года на улице 10 лет Октября, возле торгового центра «Омега» открылся первый в Ижевске и во всей Удмуртии ресторан быстрого обслуживания Макдоналдс.

## Примечательные здания и сооружения
По нечётной стороне:
- № 17 — торговый центр «Октябрьский»;
- № 53 — Бизнес-центр «Эльгрин»;
- № 55 — студенческое общежитие ИГМА;
- № 55а, 55б — общежития УдГУ № 3—4;
- № 55к1 — Армянская апостольская церковь;
- № 91 — автосалон Mazda

По чётной стороне:
- № 30 — кафе украинской кухни «Барвинок»;
- № 32 — торгово-развлекательный центр «Омега»;
- № 32а — управление Пенсионного фонда РФ в Ижевске;
- № 32в — ресторан «Макдоналдс»;
- № 36 — Русская православная старообрядческая церковь Покрова Пресвятой Богородицы
- № 60 — Нова Парк, бизнес-центр

## Транспорт
Улица является шестиполосной магистралью одной из самых загруженных в Ижевске. Особенно сложна ситуация на перекрёстке с улицей Удмуртская. Также улица 10 лет Октября единственная городе, где максимальная скорость движения транспортных средств установлена 80 км/ч. Первый знак был установлен на участке от улицы 40 лет Победы до перекрёстка с улицей 9 Января, второй участок от улицы Удмуртской до трамвайной линии — знак был установлен в декабре 2011 года.
По улице 10 лет Октября курсируют автобусные маршруты — № 12, 27 (социальные), № 18 (коммерческий), № 52, 53 (маршрутные такси). Также выйти к улице можно с трамваев № , , , ,  (ст. «Покровская церковь»).
Осенью 2010 года по улице 10 лет Октября запущен 5-й маршрут троллейбуса. Планировалось, что они будут экологически чистым транспортом — альтернативой автобусному и автомобильному движению. В планах администрации Ижевска предлагались также проекты продления троллейбусной линии до самого конца улицы и открыть троллейбусное сообщение между улицей Холмогорова и городком Металлургов. Однако в 2011 году движение было прекращено из-за нерентабельности маршрута.

## Галерея

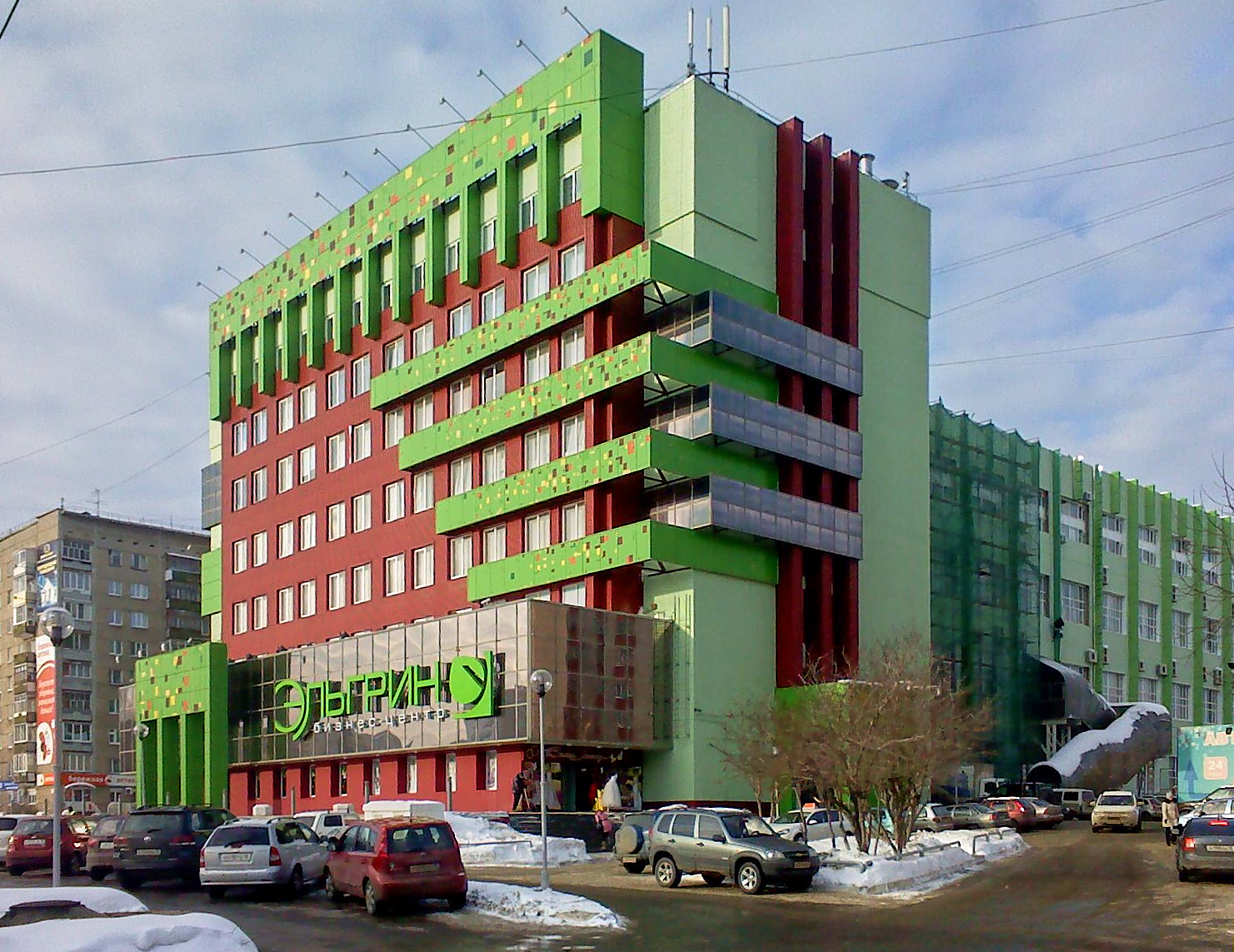
Бизнес-центр «Эльгрин»
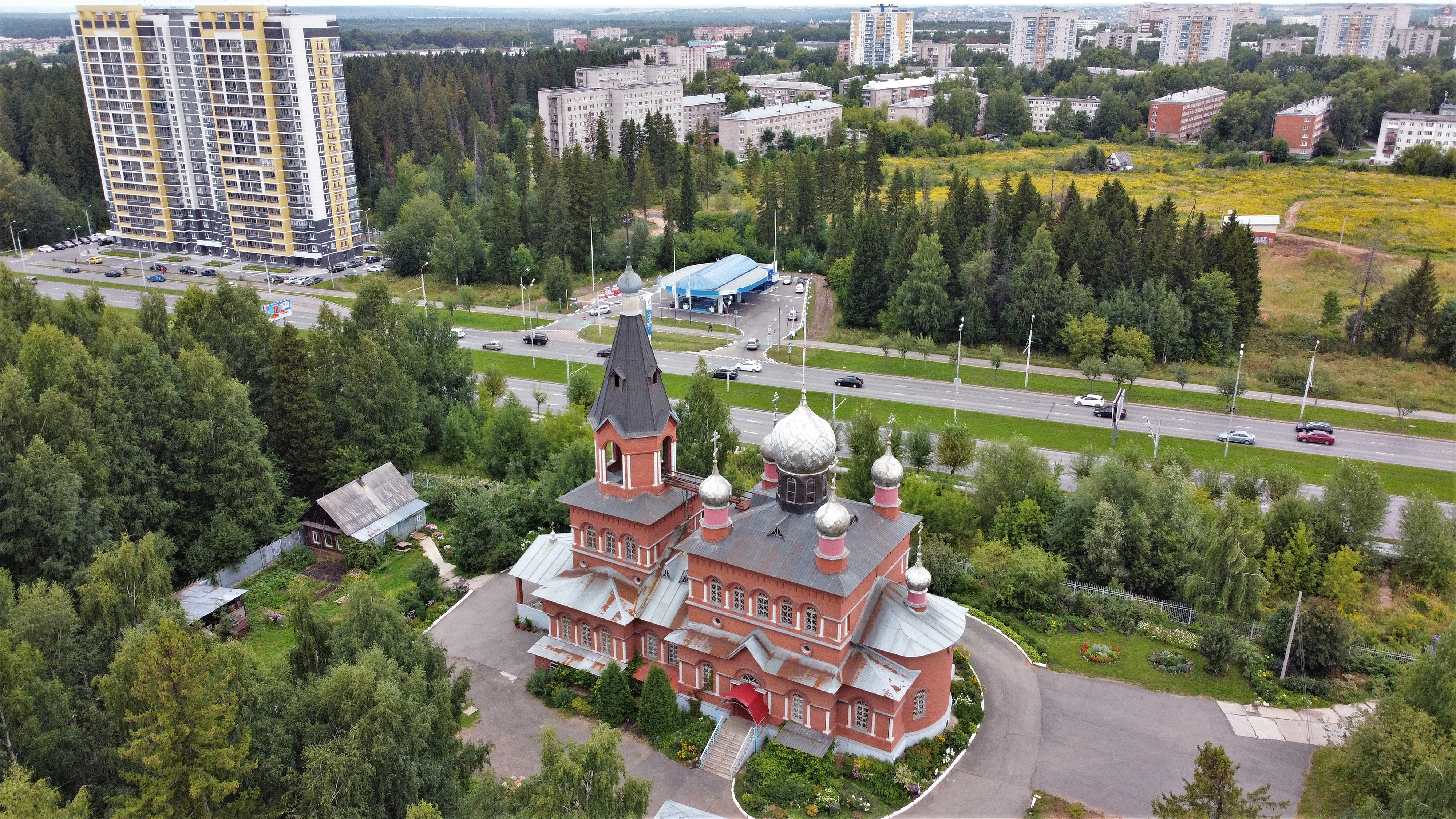
Старообрядческая церковь Покрова Пресвятой Богородицы
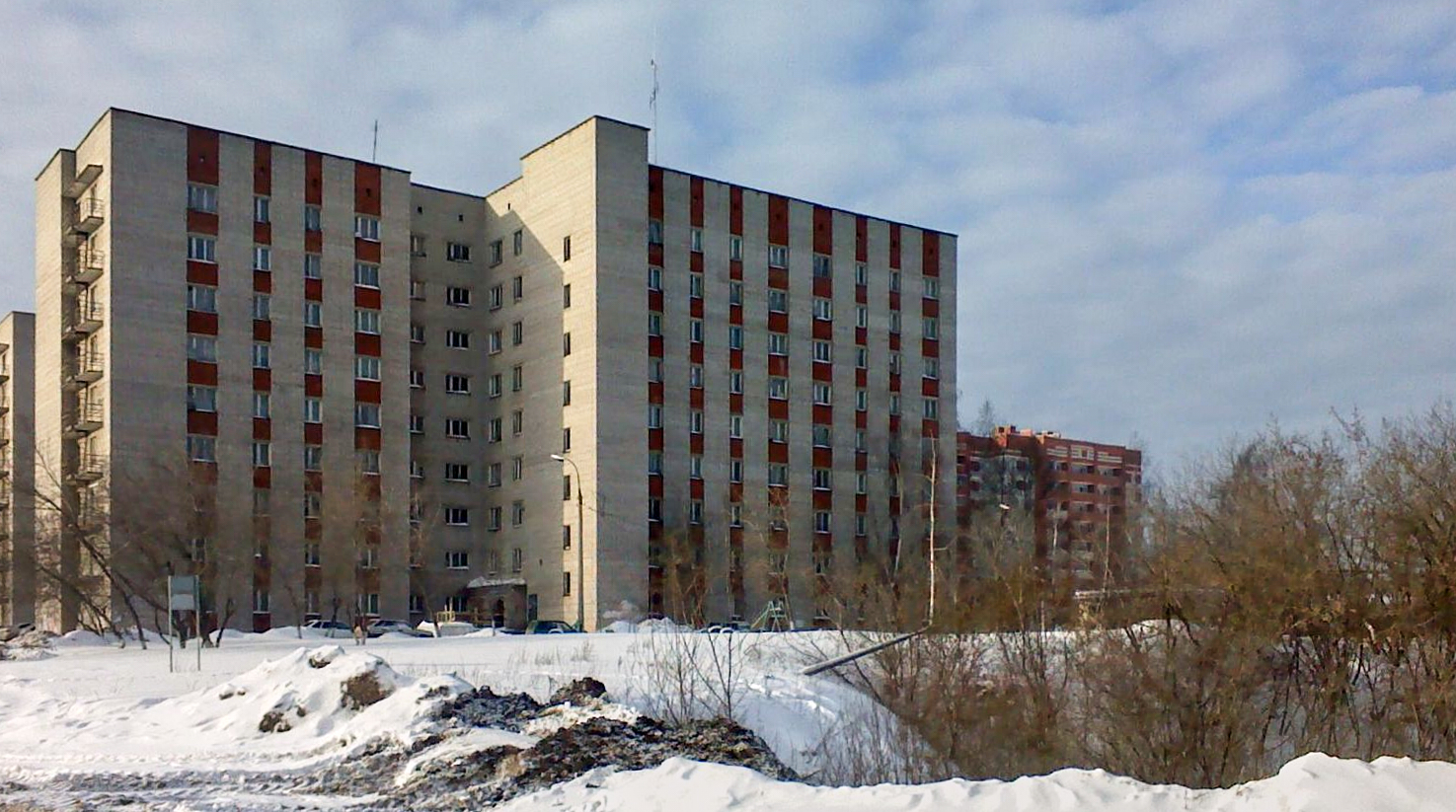
Студенческие общежития
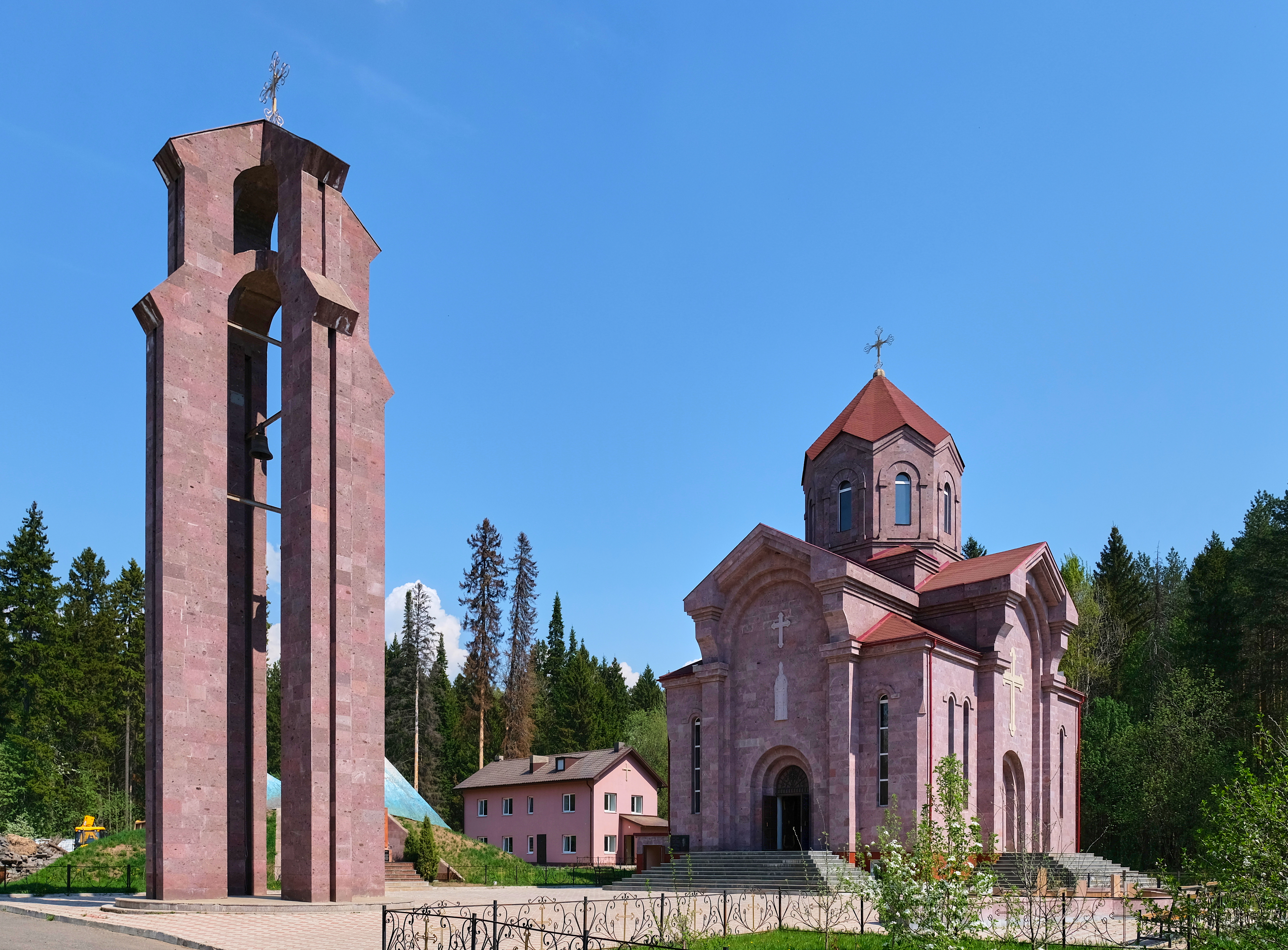
Армянская апостольская церковь
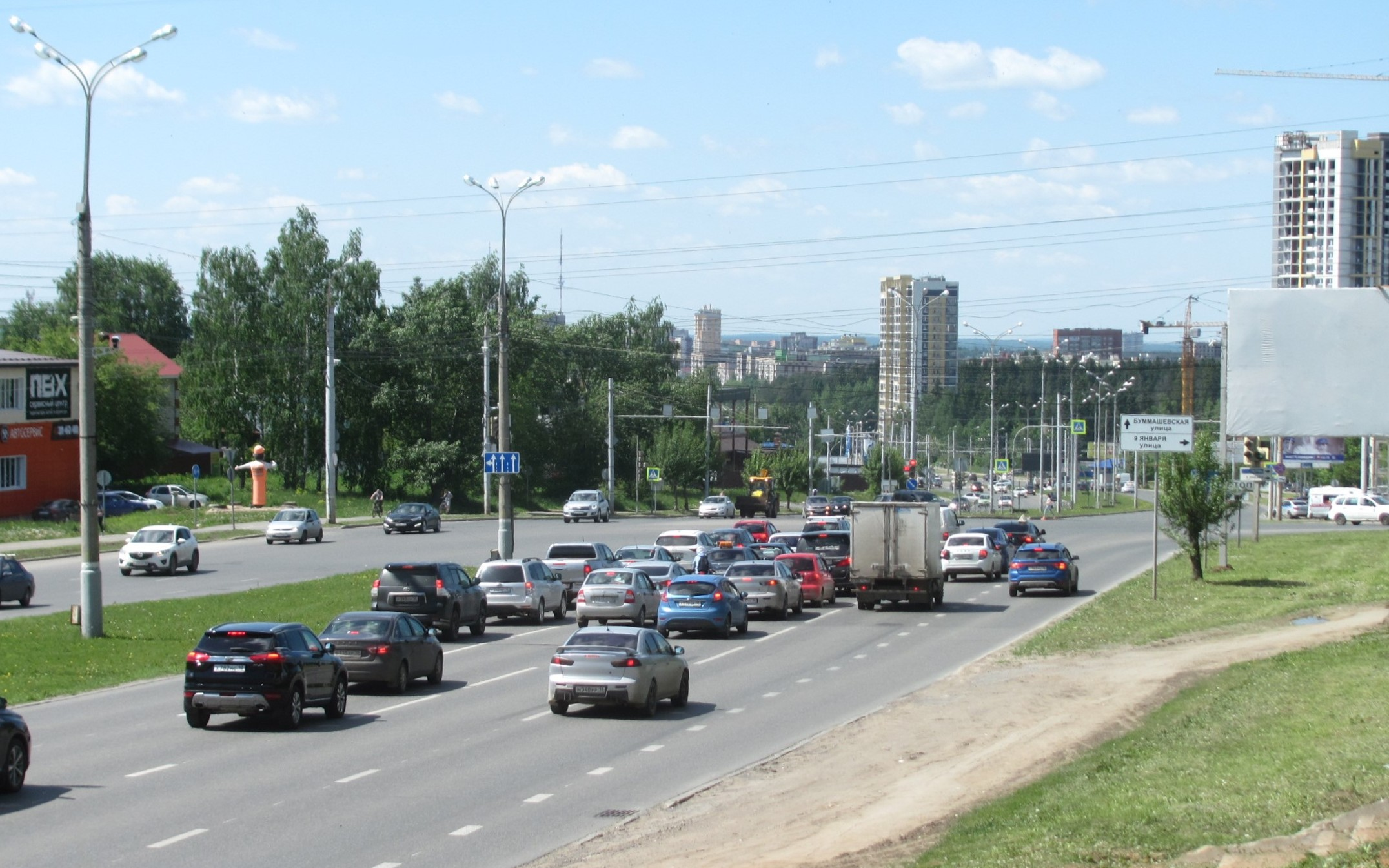
В районе пересечения ул. 9 января
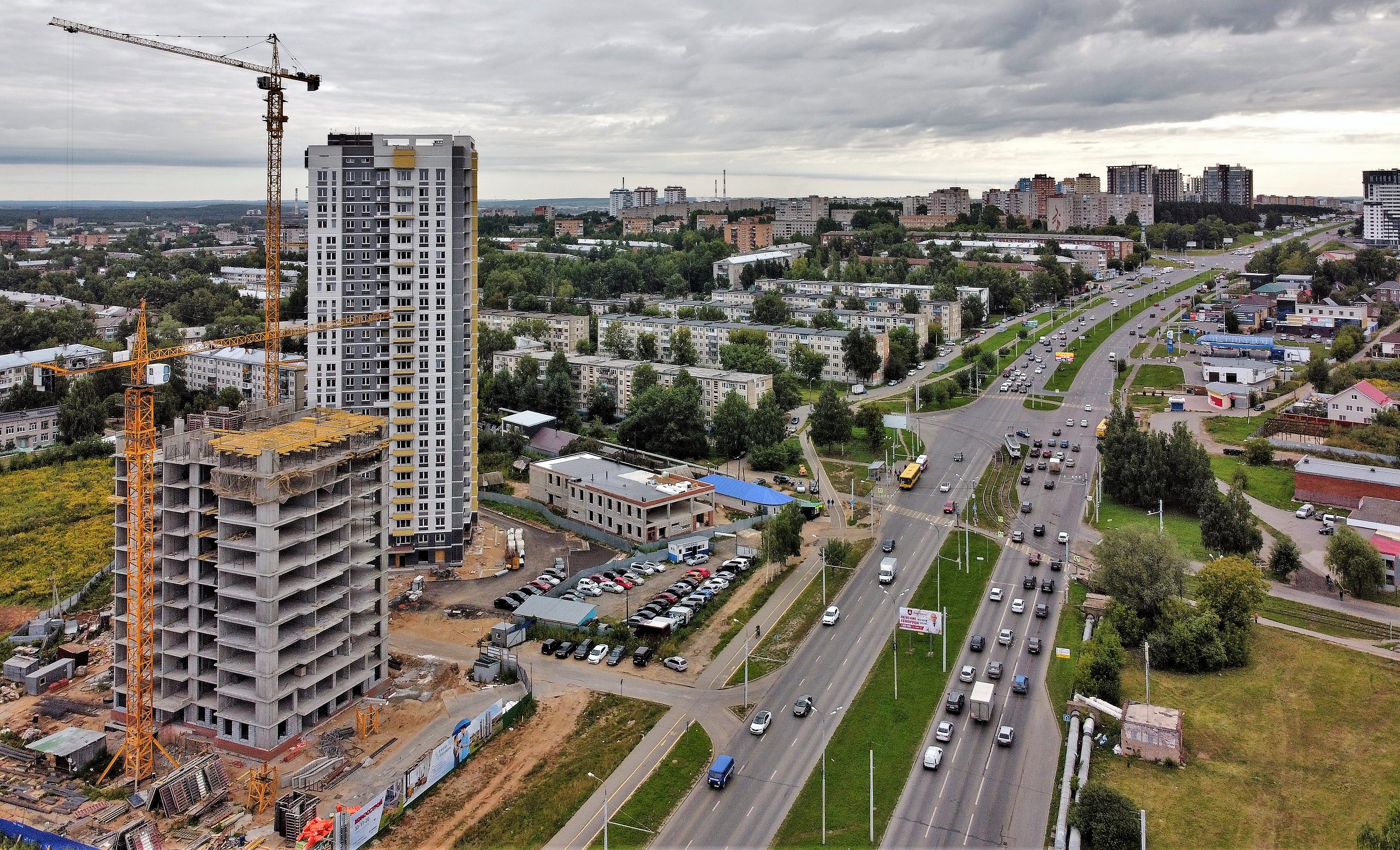
Вид с высоты

## Перспективы
Генеральный план города Ижевска предусматривает соединение улиц 10 лет Октября и 7-я Подлесная через речку Подборенка с выходом на улицу Песочную и Якшур-Бодьинский тракт. Тем самым образуется транспортный коридор, соединяющий район Автозавода с городком Металлургов с выездом в пригород. Также по генеральному плану города Ижевска предусматривается строительство линии трамвая по улице 10 лет Октября и 7-я Подлесная. Но на сегодняшний день планы так и не осуществлены.